# Monarchia dziedziczna
Monarchia dziedziczna – ustrój polityczny charakteryzujący się dziedziczeniem tronu w ramach jednej dynastii. W momencie śmierci, lub abdykacji monarchy, władzę otrzymuje dotychczasowy następca tronu, którym jest najczęściej najstarszy potomek poprzedniego monarchy, a w razie jego braku najbliższy krewny. Szczegółowo kolejkę do tronu ustalają, odpowiednie dla danej monarchii, zasady sukcesji. Monarchią dziedziczną jest każda monarchia niebędąca elekcyjną.